# Walterianella
Walterianella là một chi bọ cánh cứng trong họ Chrysomelidae.
Chi này được miêu tả khoa học năm 1955 bởi Bechyne.

## Các loài
Chi này gồm các loài:
- Walterianella gardeniae Bechyne, 1997